# Mitu tomentosum
O mutum-do-norte (Mitu tomentosum), também conhecido como mutum-ciana, mutum-cavalo-menor ou mutum-do-cu-vermelho, é um cracídeo encontrado no Brasil, Venezuela, Colômbia e Guiana.